# Marilyn Hanold
Marilyn Hanold (Jamaica, Nueva York, 9 de junio de 1938) es una modelo y actriz estadounidense.

## Biografía
Hanold fue Playmate del Mes para la revista Playboy en su número de junio de 1959. Fue fotografiada por Bruno Bernard.
Hanold fue la segunda de seis hermanos y es de ascendencia alemana.  Su padre era teniente de la policía de la Ciudad de Nueva York.
Hanold apareció en un gran número de películas y programas televisivos a finales de la década de los 50 y a lo largo de la década de los 60.
Se casó con Rulon Keaton Neilson, presidente de la compañía petrolera Skyline desde 1967 hasta 1993 cuando él falleció a los 83 años de edad. Tuvieron tres niños, Elisabeth R (n. 1969), Sabrina C (n. 1971) y otra hija.

## Filmografía
- The Solid Gold Cadillac (1956) (no acreditada) como señorita L'Arriere
- Official Detective - "The Brunette" (acreditada como Marilyn Harold)
- Space Ship Sappy (1957) como amazona
- The Garment Jungle (1957) (no acreditada) como Modelo
- Operation Mad Ball (1957) (no acreditada) como la teniente Tweedy
- The Sad Sack (1957) (no acreditada) como mujer sexy
- Submarine Seahawk (1958) (escenas eliminadas)
- I Married a Woman (1958) (no acreditada) como chica de Luxemburgo
- The Texan - episodio "The Widow of Paradise" (1958) como Iris Crawford
- Have Gun – Will Travel - episodio "The Man Who Lost" (1959) como Ella
- The Phil Silvers Show - episodio "The Colonel's Second Honeymoon" (1959) como Lauren
- The Brain That Wouldn't Die (1962) como Peggy Howard
- Embrujada - episodio "A Change of Face" (1965) como Michelle
- Frankenstein Meets the Spacemonster (1965) como la princesa Marcuzan
- Batman
  - "The Devil's Fingers" (1966) como Doe
  - "The Dead Ringers" (1966) como Doe
- Felony Squad - episodio "The Strangler" (1967) como la señora Selby
- F de Flint (1967) como amazona #8
- Run, Jack, Run (1970) (TV) como chica